# 覺羅雅布蘭
覺羅雅布蘭（穆麟德轉寫：gioroi yabulan，？—1666年），滿洲，清朝政治人物、清朝刑部尚書。
曾任吏部右侍郎。順治十七年十月丁亥，接替能圖，擔任清朝刑部尚書，后改左都御史。由覺羅科爾昆接任。